# Jessica Chapnik
Jessica Chapnik Kahn es una actriz y música argentina-australiana, más conocida por haber interpretado a Sam Tolhurst en la serie Home and Away.

## Biografía
Es hija de una italiana católica y de un argentino de origen judeo-polaco. A los cinco años se mudó con su familia a Australia.
Habla con fluidez español. Se entrenó por dos años en la Atlantic Theater Company Acting School.
En 2011 se casó con el músico Nadav Kahn, exmiembro de la banda de pop-rock australiana Gelbison.

## Carrera
El 17 de octubre de 2006 se unió al elenco recurrente de la popular serie australiana Home and Away, donde interpretó a la inestable Samantha "Sam" Tolhurst hasta el 15 de abril de 2008. En 2009 apareció como invitada en dos episodios de la primera temporada de la serie Legend of the Seeker, donde interpretó a Anna Brighton.

## Carrera musical
Formó su primera banda a los 17 años.
Ha realizado varias giras internacionales, en donde ha tocado los teclados y cantado para bandas y artistas como Sarah Blasko, Old Man River, Lior y Kahn Brothers. Más tarde conoció al músico Ben Lee y poco después comenzaron a colaborar en varios proyectos musicales.
En 2008 grabó la banda sonora de la película australiana The Square, la cual fue dirigida por Nash Edgerton. Todas las canciones fueron escritas y producidas por Ben Lee y cantadas por Jessica Chapnik. El álbum fue nominado a un premio ARIA en la categoría de "Mejor banda sonora original".
En su último proyecto musical adoptó el nombre artístico Appleonia.El primer álbum bajo este nombre fue grabado en Los Ángeles y en Sídney, fue producido por Ben Lee, y todas las canciones fueron escritas por ella.
Colaboró de nuevo con Ben Lee para su álbum Ayahuasca: Welcome to the Work, el cual fue estrenado en abril de 2013. El álbum es una documentación de las experiencias de Chapnik y Lee con la medicina curativa sudamericana conocida como ayahuasca.

## Filmografía
Televisión
| Año         | Título               | Personaje     | Notas        |
| ----------- | -------------------- | ------------- | ------------ |
| 2009        | Legend of the Seeker | Anna Brighton | 2 episodios  |
| 2006 - 2008 | Home and Away        | Sam Tolhurst  | 38 episodios |

Cine
| Año  | Título                       | Personaje      | Notas |
| ---- | ---------------------------- | -------------- | --- |
| 2012 | Wish You Were Here           | Amiga de Steph | Junto a Felicity Price, Joel Edgerton, Teresa Palmer, Anthony Starr, Otto Page, Tina Bursill y Wayne Blair |
| 2012 | Sharkproof                   | Mesera         | Junto a Jon Lovitz, Cameron Van Hoy, Kinga Kierzek, Michael Drayer, Ken Davitian y Dennis Haskins          |
| 2011 | A Message for Jane           | Jane           | Cortometraje; junto a Michael Howlett y Amber Virtue                                                       |
| 2009 | Amanecer                     | Andrea         | Cortometraje; junto a Matias Stevens, Paul Caesar, Avital Greenberg-Teplitsky y Kim Byrne                  |
| 2006 | Fainting Your Way to the Top | Janet          | Cortometraje; junto a Michael Howlett y Damon Herriman                                                     |

Compositora y escritora
| Año  | Título             | Notas                                       |
| ---- | ------------------ | ------------------------------------------- |
| 2012 | Emily              | Cortometraje; consultora de guion           |
| 2012 | Despite the Gods   | Documental; compositora                     |
| 2011 | A Message for Jane | Cortometraje; escritora                     |
| 2009 | Amanecer           | Cortometraje; escritora (canción "Sígueme") |

## Premios y nominaciones
| Año  | Categoría                                                    | Premio           | Trabajo nominado | Resultado |
| ---- | ------------------------------------------------------------ | ---------------- | ---------------- | --------- |
| 2008 | Best Original Soundtrack Album (junto a Ben Lee y Nic Johns) | ARIA Music Award | The Square       | Nominada  |